# 아틀라스-센타우르
아틀라스-센타우르(Atlas-Centaur)는 미국 제너럴 다이내믹스가 개발한 3단 액체연료 우주발사체이다. 제너럴 다이내믹스의 SM-65 아틀라스 ICBM을 개조한 것이다. 케이프커내버럴 공군 기지의 LC-36 발사대에서 모두 61회 인공위성 발사를 하여 51회가 성공했다. 최초 발사는 1962년 5월 9일, 마지막 61회째 발사는 1983년 5월 19일에 있었다.

## 대한민국
1979년 8월 29일, 미국 하원의원 Anthony C. Beilenson은 국무장관 사이러스 번스에 편지를 썼다. "한국이 아틀라스 센타우르 프로그램의 제원, 설계도, 조립부품 등을 LA의 미국 회사로부터 입수하려고 한다"면서 "이미 대기권 재돌입시 타지 않는 노즈콘의 재료, 합금, 유도장치는 입수했다고 들었다"고 썼다.

## 같이 보기
- 대한민국의 탄도 미사일 개발